# Vogteiliche Gerichtsbarkeit
Die Vogteiliche Gerichtsbarkeit bzw. auch Vogteigerichtsbarkeit war eine Rechtsinstitution des Mittelalters und der frühen Neuzeit, die die Kernkompetenz der Vogtei bildete.

## Definition
Die Vogteiliche Gerichtsbarkeit war während des 16. Jahrhunderts aus dem Zusammenwachsen der bis dahin den mittelalterlichen Landgerichten zustehenden Zivilgerichtsbarkeit mit der auf den grundherrschaftlichen Besitzverhältnissen aufsetzenden niederen Gerichtsbarkeit entstanden. Infolge dieser Entwicklung wurde der Kompetenzbereich der Hochgerichtsbarkeit auf die Ausübung der als die vier oder fünf „hohen Rügen“ (Mord und Totschlag, schwere blutige Körperverletzung, Diebstahl, Notzucht und nächtliche Brandstiftung) bezeichneten schweren Kriminalfälle eingeengt. Die gesamte übrige Gerichtsbarkeit fiel hingegen nunmehr in die Zuständigkeit der Vogteigerichtsbarkeit, diese umfasste damit die niedere und mittlere Gerichtsbarkeit.